# The U.S. Albums
Albums de The Beatles
On Air - Live at the BBC Volume 2
(2013) The Japan Box
(2014)
The U.S. Albums est une réédition de tous les disques du groupe britannique The Beatles publiés aux États-Unis dans leurs configurations inédites. Contrairement aux collections The Capitol Albums Volume 1 & Volume 2, ce sont les mêmes mixages que l'on retrouve sur la remastérisation des albums britanniques parue en 2009.

## Historique
Pendant les premières années de la carrière des Beatles, Capitol Records, leur label américain, modifiait le contenu de leurs albums. Le groupe n'appréciait pas ceci et ne se gênait pas pour afficher leur état d'âme à ce sujet. Le 29 août 1965, au sein même du Capitol Records Building  à Los Angeles au moment de recevoir des disques d'or du RIAA des mains du président du label, Alan Livingston (en), le groupe, discute de cette situation en entrevue :
Q: « Ringo, je comprends que l'album Help! possède des morceaux différents dans la version anglaise vis-à-vis la version américaine. Est-ce vrai, et si oui, pourquoi?» ("Ringo, I understand that the record album, 'Help!' has different numbers in the English version than in the United States version. Is this true, and if so, why?")
RINGO: « La version anglaise possède 14 pistes et elles sont toutes nos numéros. Maintenant, sur la version américaine ---je ne sais pas combien de pistes elle possède, mais vous avez des... » ("The English album is 14 tracks, and they're all our numbers. And on the American one-- I don't know how many tracks are on it, but then you've got some...")
PAUL: « Il y a sept des nôtres » ("There's seven of ours.")
GEORGE: « Voilà, Capitol publie toutes sortes de choses folles, vous savez. Ça n'a rien à voir avec nous. On publie 14 pistes, mais ils en retiennent quelques-unes et les publient plus tard. » ("The thing is, Capitol issue all sort of mad stuff, you know. It's nothing to do with us. We take 14 tracks to be put out, but they keep a couple and put them out later.")
PAUL: « C'est moche car l'album-- Nous avons fait un album pour être comme un album, pour être une chose complète. » ("But it's a drag, because the album-- We make an album to be like an album, and to be a complete thing.")
JOHN: « On le planifie et ils le bousillent » ("We plan it, and they wreck it.")
(Rires)
PAUL: « Sans arrière-pensée irrespectueuse, Capitol-- mais nous l'envoyons ici et ils rajoutent la musique (instrumentale) du film. Et, vous savez, si quelqu’un veut acheter un de nos disques, il veut nous entendre et pas la trame sonore  » ("No offense, Capitol-- but we send it over here and they put the (movie score) soundtrack on. And, you know, if someone is gonna buy one of our records I think they want to hear us and not soundtrack.")
GEORGE: « Ils changent même la photo de couverture et mettent quelque chose de niais dessus. » ("They even changed the photograph off the front and put something daft on.")
PAUL: « Ouais. Ceci ou faire un disque avec seulement la trame sonore. » ("Yeah. Either that or they should make it all soundtrack.")
JOHN: « En ce qui a trait à Capitol--ils se raviseront après que nous le réglerons. » ("As for Capitol-- they'll come 'round after we'll settle it.")
Cette méthode de publier les disques cessera effectivement en 1967 à la suite de la signature du nouveau contrat liant le groupe à EMI. À partir de Sgt. Pepper's Lonely Hearts Club Band, les albums seront identiques de part et d'autre de l'Atlantique, sauf pour le E.P. britannique Magical Mystery Tour qui sera transformé en 33-tours. Ce dernier sera le seul album américain du groupe à faire partie de la discographie canonique (avec les albums britanniques et les Past Masters), ce qui explique son absence dans ce coffret. Ironiquement, en 1969, les Beatles placeront la trame sonore de George Martin en face B de la bande-son Yellow Submarine.
En 1979, Capitol/EMI achètent la United Artists Records, ce qui leur permettra dorénavant de publier la version américaine de A Hard Day's Night et l'album Let It Be, tous deux publiés aux États-Unis par ce label. La trame sonore américaine du film Help! a par contre été publiée par Capitol Records.
Le 20 janvier 2014 (et le lendemain en Amérique), pour célébrer le cinquantième anniversaire de l'arrivée des Beatles en sol américain, Apple Records et Capitol Records ont réédité les éditions américaines de leurs disques, certains pour la première fois sur CD, et réunis dans un boîtier. Cette collection contient les treize albums inédits de la discographie américaine c'est-à-dire tous les disques parus avant « Sgt. Pepper's » et incluant, l'album documentaire The Beatles' Story de 1964 et la compilation de 45 tours Hey Jude parue en 1970. À part ces deux disques qui sont uniquement en stéréo, chaque disque de la collection contient les versions mono et stéréo. Quelques chansons publiées aux États-Unis étaient mixés différemment des versions britanniques originelles mais pour cette collection, on s'est replié sur les mêmes mixages de la réédition de 2009.
À l'exception de The Beatles' Story qui est un bonus avec l'achat du boîtier, tous les disques sont aussi disponibles en vente individuelle.

## Couverture du boîtier
Il y a confusion quant à l'auteur de la célèbre photo du groupe posant devant le drapeau américain qui figure sur le boîtier. Certaines sources affirment qu'elle a été prise par Dezo Hoffmann à l'hôtel George-V lors de leur séjour prolongé à Paris, en janvier 1964, peu après que la chanson I Want to Hold Your Hand ait atteint le sommet des palmarès américain. Dans son livre, David Steen (en) affirme qu'il a pris ce cliché à Paris devant le drapeau qui leur a été livré de l'ambassade américaine sous escorte militaire. Le « Stars and Stripes » ne comprend que 48 étoiles; il date donc d'avant l'intégration des États d'Alaska et d'Hawaï en 1959.

## Parution
Cette collection inclut tous les albums qui se retrouvaient dans les deux volumes des Capitol Albums en plus du disque documentaire The Beatles' Story, la compilation Yesterday and Today (présentée avec ses deux pochettes) et les versions américaines de A Hard Day's Night (publiée par United Artist Records) et Revolver qui avaient été laissées de côtés. On complète la collection avec la compilation Hey Jude datant de 1970 et qui rassemblait des titres publiés en 45 tours qui n'avaient pas encore été publiés sur un long jeu par Capitol à l'époque.
La spécificité des mixages américain effectuées par l'équipe de Dave Dexter Jr., c'est-à-dire la création d'un faux effet stéréo sur des chansons originellement en mono en placant les hautes fréquences sur un canal et les basses sur l'autre avec un ajout de réverbération pour cacher ce tour de passe-passe comme sur I Feel Fine ou She's a Woman, ont été laissés de côté dans cette publication.

### Les disques
Les disques suivis d'un astérisque possèdent la même pochette (ou très similaire) que la version britannique.
1. Meet the Beatles! (1964) *
2. The Beatles' Second Album (1964)
3. A Hard Day's Night (1964)
4. Something New (1964)
5. The Beatles' Story (1964)
6. Beatles '65 (1964)
7. The Early Beatles (1965)
8. Beatles VI (1965)
9. Help! (1965)
10. Rubber Soul (1965) *
11. Yesterday and Today (1966)
12. Revolver (1966) *
13. Hey Jude (1970)

## The Beatles' Story
Albums nord-américains des Beatles
Something New
(1964) Beatles '65
(1964)
En ce qui concerne The Beatles' Story, ce disque documentaire (sous-titré « A narrative and musical biography of Beatlemania ») a été publié le 23 novembre 1964 sur deux 33 tours et a atteint la 7e position dans le classement Billboard. John Babcock, Al Wiman et Roger Christian (auteurs et narrateurs) y racontent l'histoire du groupe et la biographie de ses membres et on y entend des interviews, des séquences de conférences de presse entrecoupées de versions « easy listening» de certains titres interprétés par l'orchestre Hollyridge Strings (en), sous la direction de Stu Phillips, tirées du disque The Beatles Song Book. On y entend aussi des extraits de chansons originales jouées par les Beatles, dont Twist and Shout enregistrée en spectacle le 23 août 1964 au Hollywood Bowl. Une autre version de ce tube, enregistrée l'année suivante sur la même scène, sera publiée en 1977 sur l'album The Beatles at the Hollywood Bowl. En 1964, l'idée première de la compagnie de disque américaine était de publier l'album enregistré en spectacle mais la piètre qualité du son a mis un terme à ce projet. On a même planifié publier une compilation des meilleurs succès; on a pressé des acétates témoin de cet album double mais des problèmes d'acquisition des droits les a contraint à ce replier sur cet album documentaire.
Cet album double a été publié aux États-Unis, au Canada, au Mexique, au Japon et ailleurs. Au verso de la face 1 se trouvait la face 4 et les faces 2 et 3 se retrouvaient sur le même disque, de cette façon, on pouvait les placer sur un tourne-disques qui permettait un changement automatique. Les versions originelles sont aujourd'hui des pièces de collection. Les photos de la pochette sont du photographe américain Joe Covello prises lors de la première tournée américaine. Ses photos ornent aussi les pochettes des disques The Beatles' Second Album et Something New.

### Pistes deThe Beatles' Story
La configuration des pistes est présentée telle qu'elle l'était sur l'album double originel et la numérotation fait référence à la réédition CD.
| Face 1 (12m53s) 1. On Stage With the Beatles 2. How Beatlemania Began 3. Beatlemania in Action 4. Man Behind the Beatles - Brian Epstein 5. John Lennon 6. Who's a Millionaire? Face 3 (9m18s) 1. A Hard Day's Night - Their First Movie 2. Paul McCartney 3. Sneaky Haircuts and More About Paul | Face 2 (13m07s) 1. Beatles Will Be Beatles 2. Man Behind the Music - George Martin 3. George Harrison Face 4 (14m36s) 1. The Beatles Look at Life 2. « Victims » of Beatlemania 3. Beatle Medley 4. Ringo Starr 5. Liverpool and All the World! |

### Chansons entendues
Des extraits de plusieurs chansons sont entendues entre les interviews.
| 1. I Want to Hold Your Hand 2. Can't Buy Me Love 3. From Me to You 4. Slow Down 5. P.S. I Love You 6. This Boy 7. You Can't Do That | 1. Please Please Me 2. If I Fell 3. She Loves You 4. And I Love Her 5. A Hard Day's Night 6. Love Me Do 7. All My Loving | 1. Twist and Shout (sur scène) 2. I Saw Her Standing There 3. Things We Said Today 4. I'm Happy Just to Dance with You 5. Little Child 6. Long Tall Sally 7. Boys |

### Hear the Beatles Tell All
Le 14 septembre  1964,, le label Vee-Jay avait déjà publié le disque Hear the Beatles Tell All qui comprenait, sur la face 1, une interview de John Lennon enregistrée le 24 août 1964 à Los Angeles par Jim Steck, un annonceur radio de la station KRLA de Pasadena. Sur la face 2, on entendait des interviews des quatre membres du groupe faites le lendemain dans la même ville, quelques fois dans un environnement plutôt bruyant ,, par son collègue Dave Hull (en). Ce dernier a publié, quelques semaines auparavant, les adresses personnelles des membres du groupe à Liverpool et, à plusieurs reprises, on l'entend se faire taquiner à ce sujet. Comme les droits des chansons du groupe ont été perdus par Vee-Jay, on entend, comme trame sonore, une piste de batterie et de percussions jouée par Hal Blaine et produite par Lou Adler.
Ce disque ne sera publié en Angleterre que le 20 février 1981 par Charly Records. Une version CD sera  disponible dans ce pays en 1994 sur la même étiquette tandis qu'il faudra attendre jusqu'en 2001 pour que Vee Jay le publie aux États-Unis dans ce format. La numérotation et les titres sont tels qu'indiqués sur la pochette de la version CD VJ (PRO-202) :
| Face 1 (13m04s) 1. Impressions of America 2. The Group's Name, Hairstyle and History 3. Reaction to their American Success 4. Formation 5. Early Recording, Early Success 6. Beatles on British Radio 7. Huge Success 8. The Crowds, the Reactions 9. Threat of Injury from Fans 10. The Future? Writing Maybe 11. Educational Background and Liverpool 12. In Closing | Face 2 (13m14s) 1. Ringo - Throat Woes? Paul? Pete Best 2. Paul - Staying Where? Fan Mail, Jane Asher 3. John - The Film, His Book, a Baby? Leaving the Band? 4. George - His Parents, Pattie Boyd 5. Paul - Addresses and Fishing 6. John - Favorite Part in Film, Ad-Libbing, New Film, Moving (en) 7. Paul - Dad's Racehorse, Fave Bits in the Film 8. Ringo - Maureen, Sightseeing, Audiences 9. George - Disneyland? Film Favorites 10. Ringo - Goodbye L.A. |

## The Capitol Records 75th Anniversary Collection
À partir de novembre 2016 et pendant l'année suivante, pour célébrer le 75e anniversaire de la maison de disque Capitol Records, 75 albums sont réédités en format vinyle dont cinq des Beatles: Meet The Beatles!, Revolver, Sgt. Pepper's Lonely Hearts Club Band, l'« Album blanc » et Abbey Road. De plus, un album solo de chacun des membres du groupe, fera partie de cette collection.

## 1964 US Albums in Mono
Albums de The Beatles
The Beatles 1967–1970 (2023 Edition)
(2023)
Le 22 novembre 2024 sort une réédition dans un boîtier, produite par Apple Corps, Capitol et UMe (en), des sept albums américains publiés en 1964. Ils sont manufacturés sur disques vinyle, 180 grammes, de façon analogique à partir du ruban originel, dans le but de reproduire le son monophonique authentique de l'époque mais de qualité supérieure. Les pochettes sont reproduites à l'identique mais comprennent chacun un encart sur quatre pages pour des notes historiques écrites par le biographe Bruce Spizer (en). Tous les albums sont disponibles individuellement sauf, encore une fois, l'album double The Beatles' Story qui n'est inclus que dans le boîtier. Parallèlement, un documentaire intitulé Beatles '64, sortira le 29 du même mois, réalisé par David Tedeschi utilisant les images tournées à l'époque par les frères Albert et David Maysles. Ce téléfilm décrit l'arrivée triomphale des Beatles en sol américain durant leur première tournée.
1. Meet the Beatles!
2. The Beatles' Second Album
3. A Hard Day's Night (Original Motion Picture Soundtrack)
4. Something New
5. The Beatles' Story (album double)
6. Beatles '65
7. The Early Beatles (sorti en 1965[n 5])

## Page connexe
Rééditions des disques des Beatles